# Christos Football Club
O Christos FC é um time americano de futebol  sediado em Baltimore, Maryland, que compete na Maryland Major Soccer League, uma liga afiliada da United States Adult Soccer Association .

## História
Fundada em 1997, a equipe é composta por ex-profissionais e jogadores de faculdades locais na área da Grande Baltimore. As cores da equipe são verde, ouro e preto. A equipe recebeu esse nome por causa do Christos Discount Liquors.
O clube recebeu reconhecimento nacional por passar pelos times da quarta divisão, Fredericksburg FC e Chicago FC United e do time da segunda divisão Richmond Kickers na Lamar Hunt US Open Cup de 2017 . A equipe chegou à quarta rodada, antes de perder para o DC United da Major League Soccer . Christos abriu o placar, que recebeu atenção nacional.
A equipe se classificou novamente em 2018, perdendo na primeira fase para o Reading United AC em uma disputa de pênaltis, e em 2020 .
Em novembro de 2018, a equipe lançou uma parceria com o FC Baltimore da National Premier Soccer League . As duas equipes começaram a compartilhar recursos enquanto o recém-nomeado "FC Baltimore Christos" continuava competindo no NPSL.
O clube também é bicampeão da Werner Fricker National Open Cup (2016, 2018) e venceu a USASA National Amateur Cup em 2016.

## Honras do clube
- United States Adult Soccer Associatio
  - Lamar Hunt US Open Cup 4ª Rodada 2017
  - Lamar Hunt US Open Cup 1a Rodada 2018
  - USASA Werner Fricker National Open Cup (2): 2016, 2018
  - USASA National Amateur Cup (1): 2016
  - USASA Over-30 Gerhard Mengel National Cup (3): 2012, 2013, 2014
  - Campeões Nacionais da USASA Sub-23 (1): 2002
  - Campeões da Maryland Major Soccer League: 1997, 2001, 2003, 2007 *, 2015, 2016, 2017, 2018